# Adenarake
Adenarake là một chi thực vật có hoa trong họ Ochnaceae.

## Loài
Chi Adenarake gồm các loài: